# Değirmencik
Değirmencik (kurmandschi: Qolika) ist ein verlassenes jesidisches Dorf im Südosten der Türkei. Der Weiler liegt an der syrisch-türkischen Grenze ca. 40 km nordöstlich von Nusaybin im gleichnamigen Landkreis Nusaybin in der Provinz Mardin.

## Lage
Değirmencik (Qolika) liegt ca. 7 km östlich vom jesidischen Dorf Çilesiz (Mezrê) und ca. 5,5 km südöstlich vom jesidischen Dorf Mağaracık (Xanik).

## Geschichte und Bevölkerung
Der ursprüngliche Name des Dorfes lautet Qolika oder Kolika. Durch die Türkisierung geographischer Namen in der Türkei wurde der Weiler umbenannt. Değirmencik hatte ab den 1970er Jahren einen Bevölkerungsrückgang zu verzeichnen. Zwischen 1985 und 1990 sank die Bevölkerung von 341 auf 114 Personen.